# Óttar Magnús Karlsson
Óttar Magnús Karlsson (Reykjavík, 21 febbraio 1997) è un calciatore islandese, attaccante del Renate e della nazionale islandese.

## Carriera

### Club
Cresciuto nelle giovanili del Víkingur, ha esordito in 1. deild karla in data 29 giugno 2013, subentrando a Pape Mamadou Faye nella vittoria per 0-2 sul campo del BÍ/Bolungarvík. È stata l'unica presenza nel campionato 2013, che il Víkingur ha chiuso al 2º posto, raggiungendo così la promozione.
L'11 luglio 2013, gli olandesi dell'Ajax hanno confermato il tesseramento di Karlsson, che ha firmato un contratto triennale con il club di Amsterdam. È stato aggregato alle formazioni giovanili dei Lancieri. Il 24 dicembre 2015 è stato ceduto in prestito allo Sparta Rotterdam.
In vista del campionato 2016, Karlsson è tornato al Víkingur, in Úrvalsdeild. Ha debuttato nella massima divisione locale in data 2 maggio 2016, quando ha sostituito Alex Freyr Hilmarsson nel pareggio per 2-2 maturato sul campo del KR Reykjavík. Il 17 maggio ha trovato la prima rete, nel pareggio interno per 2-2 contro il Valur. Ha chiuso la stagione con 7 reti in 20 presenze.
Il 25 novembre 2016, i norvegesi del Molde hanno ufficializzato l'ingaggio di Karlsson, che si è legato al nuovo club con un contratto triennale, valido a partire dal 1º gennaio 2017. Ha esordito in Eliteserien in data 1º aprile 2017, subentrando a Sander Svendsen nella vittoria per 0-1 sul campo del Kristiansund. Il 26 aprile ha trovato le prime reti con questa maglia, siglando una doppietta nella vittoria per 2-3 in casa del Volda, in una sfida valida per il primo turno del Norgesmesterskapet. Ha chiuso la stagione con 10 presenze e 2 reti, tra campionato e coppa.
Il 28 febbraio 2018, Karlsson è passato al Trelleborg con la formula del prestito.
Il 15 dicembre 2018 è passato al Mjällby a titolo definitivo, legandosi con un contratto biennale.
Il 25 settembre 2020 firma un triennale con il Venezia. Esordisce il 4 ottobre successivo nei minuti finali della partita persa in casa contro il Frosinone (0-2). Il 20 ottobre successivo segna anche la sua prima rete con i lagunari, chiudendo il poker con il quale viene sconfitto il Pescara al Penzo. Successivamente verrà utilizzato in poche circostanze, ed a fine campionato le sue 7 presenze contribuiranno comunque alla promozione in serie A del club lagunare.
Il 27 agosto 2021 viene ceduto in prestito al Siena. Il 13 novembre successivo segna la prima rete con i toscani, realizzando al 90' la rete del successo per 3-2 sull'Olbia.
Il 31 gennaio 2022 fa ritorno al Venezia, che il 19 febbraio seguente lo cede nuovamente a titolo temporaneo, questa volta agli Oakland Roots.
Il 31 gennaio 2023 viene ceduto in prestito alla Virtus Francavilla.
Il 1º settembre 2023 viene ceduto in prestito alla Vis Pesaro.
Il 2º agosto 2024 viene ceduto a titolo definitivo alla SPAL.

### Nazionale
Karlsson ha rappresentato l'Islanda a livello Under-16, Under-17, Under-19 e Under-21. Per quanto concerne quest'ultima selezione, ha effettuato il suo esordio in data 2 settembre 2016, subentrando ad Árni Vilhjálmsson nella vittoria per 0-1 sull'Irlanda del Nord, sfida valida per le qualificazioni al campionato europeo di categoria del 2017.

## Statistiche

### Presenze e reti nei club
Statistiche aggiornate al 17 maggio 2025.
| Stagione        | Club               | Campionato      | Campionato | Campionato | Coppe nazionali | Coppe nazionali | Coppe nazionali | Coppe continentali | Coppe continentali | Coppe continentali | Supercoppe | Supercoppe | Supercoppe | Totale | Totale |
| Stagione        | Club               | Comp            | Pres       | Reti       | Comp            | Pres            | Reti            | Comp               | Pres               | Reti               | Comp       | Pres       | Reti       | Pres   | Reti   |
| --------------- | ------------------ | --------------- | ---------- | ---------- | --------------- | --------------- | --------------- | ------------------ | ------------------ | ------------------ | ---------- | ---------- | ---------- | ------ | ------ |
| gen.-lug. 2013  | Víkingur           | 1D              | 1          | 0          | CI+CdL          | 1+4             | 0+1             | -                  | -                  | -                  | -          | -          | -          | 6      | 1      |
| 2016            | Víkingur           | UD              | 20         | 7          | CI+CdL          | 2               | 2               | -                  | -                  | -                  | -          | -          | -          | 22     | 9      |
| 2017            | Molde              | ES              | 8          | 0          | CN              | 2               | 2               | -                  | -                  | -                  | -          | -          | -          | 10     | 2      |
| 2018            | Trelleborg         | A               | 14         | 1          | CS              | 0               | 0               | -                  | -                  | -                  | -          | -          | -          | 14     | 1      |
| gen.-lug. 2019  | Mjällby            | S               | 14         | 1          | CS              | 0               | 0               | -                  | -                  | -                  | -          | -          | -          | 14     | 1      |
| lug.-dic. 2019  | Víkingur           | UD              | 8          | 5          | CI              | 2               | 2               | -                  | -                  | -                  | -          | -          | -          | 10     | 7      |
| 2020            | Víkingur           | UD              | 12         | 9          | CI              | 2               | 0               | UEL                | 1                  | 1                  | SI         | 1          | 0          | 10     | 7      |
| Totale Víkingur | Totale Víkingur    | Totale Víkingur | 41         | 21         |                 | 11              | 5               |                    | 1                  | 1                  |            | 1          | 0          | 54     | 30     |
| 2020-2021       | Venezia            | B               | 7          | 1          | CI              | 1               | 0               | -                  | -                  | -                  | -          | -          | -          | 8      | 1      |
| 2021-gen. 2022  | Siena              | C               | 19         | 2          | CI-C            | 1               | 0               | -                  | -                  | -                  | -          | -          | -          | 20     | 2      |
| 2022            | Oakland Roots      | USL             | 30+2       | 19         | -               | -               | -               | -                  | -                  | -                  | -          | -          | -          | 32     | 19     |
| gen.-giu. 2023  | Virtus Francavilla | C               | 7          | 0          | CI-C            | 0               | 0               | -                  | -                  | -                  | -          | -          | -          | 7      | 0      |
| 2023-2024       | Vis Pesaro         | C               | 27+2       | 10         | CI-C            | 1               | 0               | -                  | -                  | -                  | -          | -          | -          | 30     | 10     |
| 2024-2025       | SPAL               | C               | 19+2       | 4          | CI-C            | 1               | 1               | -                  | -                  | -                  | -          | -          | -          | 22     | 5      |
| Totale          | Totale             | Totale          | 192        | 59         |                 | 17              | 8               |                    | 1                  | 1                  |            | 1          | 0          | 211    | 68     |

### Cronologia presenze e reti in nazionale
| Cronologia completa delle presenze e delle reti in nazionale ― Islanda | Cronologia completa delle presenze e delle reti in nazionale ― Islanda | Cronologia completa delle presenze e delle reti in nazionale ― Islanda | Cronologia completa delle presenze e delle reti in nazionale ― Islanda | Cronologia completa delle presenze e delle reti in nazionale ― Islanda | Cronologia completa delle presenze e delle reti in nazionale ― Islanda | Cronologia completa delle presenze e delle reti in nazionale ― Islanda | Cronologia completa delle presenze e delle reti in nazionale ― Islanda |
| Data                                                                   | Città                                                                  | In casa                                                                | Risultato                                                              | Ospiti                                                                 | Competizione                                                           | Reti                                                                   | Note                                                                   |
| ---------------------------------------------------------------------- | ---------------------------------------------------------------------- | ---------------------------------------------------------------------- | ---------------------------------------------------------------------- | ---------------------------------------------------------------------- | ---------------------------------------------------------------------- | ---------------------------------------------------------------------- | ---------------------------------------------------------------------- |
| 10-1-2017                                                              | Nanning                                                                | Cina                                                                   | 0 – 2                                                                  | Islanda                                                                | Amichevole                                                             | -                                                                      | 77’                                                                    |
| 15-1-2017                                                              | Nanning                                                                | Islanda                                                                | 0 – 1                                                                  | Cile                                                                   | Amichevole                                                             | -                                                                      | 77’                                                                    |
| 28-3-2017                                                              | Dublino                                                                | Irlanda                                                                | 0 – 1                                                                  | Islanda                                                                | Amichevole                                                             | -                                                                      | 72’                                                                    |
| 11-1-2018                                                              | Giacarta Centrale                                                      | Indonesia                                                              | 0 – 6                                                                  | Islanda                                                                | Amichevole                                                             | 1                                                                      | 63’                                                                    |
| 14-1-2018                                                              | Giacarta Centrale                                                      | Indonesia                                                              | 1 – 4                                                                  | Islanda                                                                | Amichevole                                                             | -                                                                      | 46’                                                                    |
| 11-1-2019                                                              | Doha                                                                   | Islanda                                                                | 2 – 2                                                                  | Svezia                                                                 | Amichevole                                                             | -                                                                      |                                                                        |
| 15-1-2019                                                              | Doha                                                                   | Estonia                                                                | 0 – 0                                                                  | Islanda                                                                | Amichevole                                                             | -                                                                      | 46’                                                                    |
| 15-1-2020                                                              | Irvine                                                                 | Canada                                                                 | 0 – 1                                                                  | Islanda                                                                | Amichevole                                                             | -                                                                      | 60’                                                                    |
| 20-1-2020                                                              | Irvine                                                                 | El Salvador                                                            | 0 – 1                                                                  | Islanda                                                                | Amichevole                                                             | -                                                                      |                                                                        |
| 6-11-2022                                                              | Abu Dhabi                                                              | Arabia Saudita                                                         | 1 – 0                                                                  | Islanda                                                                | Amichevole                                                             | -                                                                      | 56’                                                                    |
| 11-11-2022                                                             | Hwaseong                                                               | Corea del Sud                                                          | 1 – 0                                                                  | Islanda                                                                | Amichevole                                                             | -                                                                      | 62’                                                                    |
| Totale                                                                 |                                                                        | Presenze                                                               | 11                                                                     |                                                                        | Reti                                                                   | 1                                                                      |                                                                        |